# Покровское на Сити
Покровское на Сити — село в Брейтовском районе Ярославской области России. 
В рамках организации местного самоуправления входит в Брейтовское сельское поселение, в рамках административно-территориального устройства является центром Покрово-Ситского сельского округа.

## География
Расположено у левого побережья реки Сить, в 136 километрах к северо-западу от Ярославля и в 12,5 километрах к югу от райцентра, села Брейтово. 
Находится на автомобильной дороге Брейтово — Некоуз — Углич.

## История
Каменная церковь с колокольней в селе построена в 1808 году. Престолов в ней было три: Покрова Пресвятой Богородицы, Святого Пророка Илии и Святителя и Чудотворца Николая. 
В конце XIX — начале XX века село являлось центром Покровско-Ситской волости Мологского уезда Ярославской губернии.
С 1929 года село являлось центром Покрово-Ситского сельсовета Брейтовского района, с 2005 года — в составе Брейтовского сельского поселения.

## Население
| 1859 | 2002 | 2007 | 2010 |
| ---- | ---- | ---- | ---- |
| 190  | ↘122 | ↘110 | ↘95  |

Согласно результатам переписи 2002 года, в национальной структуре населения русские составляли 97 % из 122 жителей.

## Инфраструктура
В селе есть средняя общеобразовательная школа и дом культуры.

## Достопримечательности
В селе расположена церковь Покрова Пресвятой Богородицы (1808 год).
Она является главной достопримечательностью села, которая на данный момент находится в процессе реставрации и представляет собой классический образец архитектуры Ярославской области.